# Coris formosa
Coris formosa je vrsta ustnač, ki je razširjena po zahodnem Indijskem oceanu. Odrasli primerki zrastejo do 60 cm v dolžino in se zaradi atraktivnih barv občasno znajdejo tudi v akvarijih.